# Мърсър Айланд
Мърсър Айланд (на английски: Mercer Island) е град в окръг Кинг, щата Вашингтон, САЩ. Мърсър Айланд е с население от 22 036 жители (2000) и обща площ от 34 km². Намира се на 103 m надморска височина. ЗИП кодът му е 98040, а телефонният му код е 206.